# 干旱林刀翅蜂鸟
干旱林刀翅蜂鸟（学名：Campylopterus calcirupicola），是雨燕目蜂鸟科的一种鸟类。
干旱林刀翅蜂鸟体重约8.3克，翼长约72.3毫米，嘴峰长约30.2毫米，喙宽度约2.7毫米，喙厚度约2.9毫米，跗蹠长约5.6毫米，尾长约47毫米。干旱林刀翅蜂鸟在其分布区内为留鸟，其栖息在密集的高大树木组成的森林中，食性为草食性，主要食物来源是植物的花蜜。
干旱林刀翅蜂鸟分布于巴西戈亚斯州东南部、巴伊亚州西南部和米纳斯吉拉斯州北部。该物种是单型物种，没有亚种分化。